# John Turvill Adams

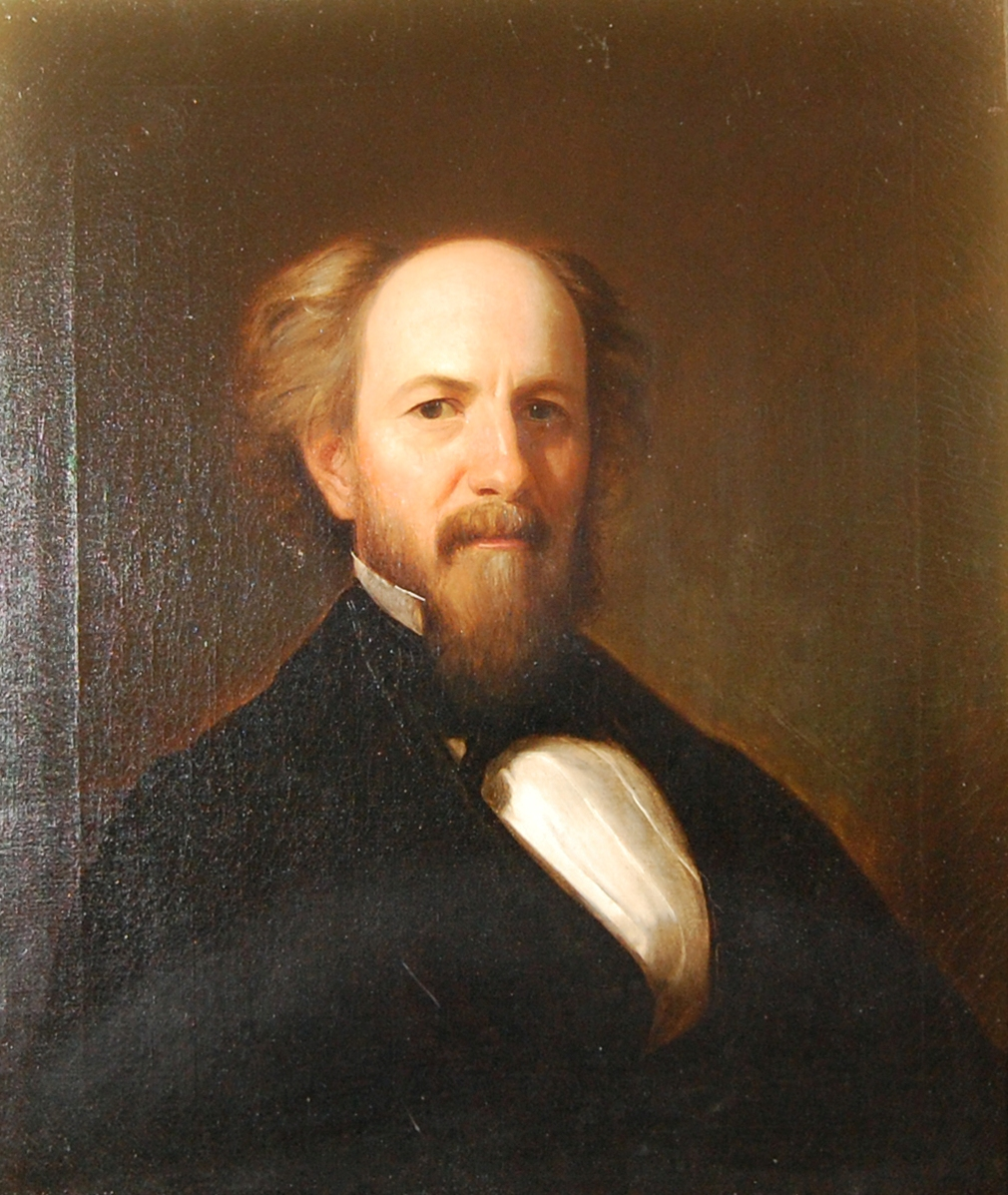
John Turvill Adams

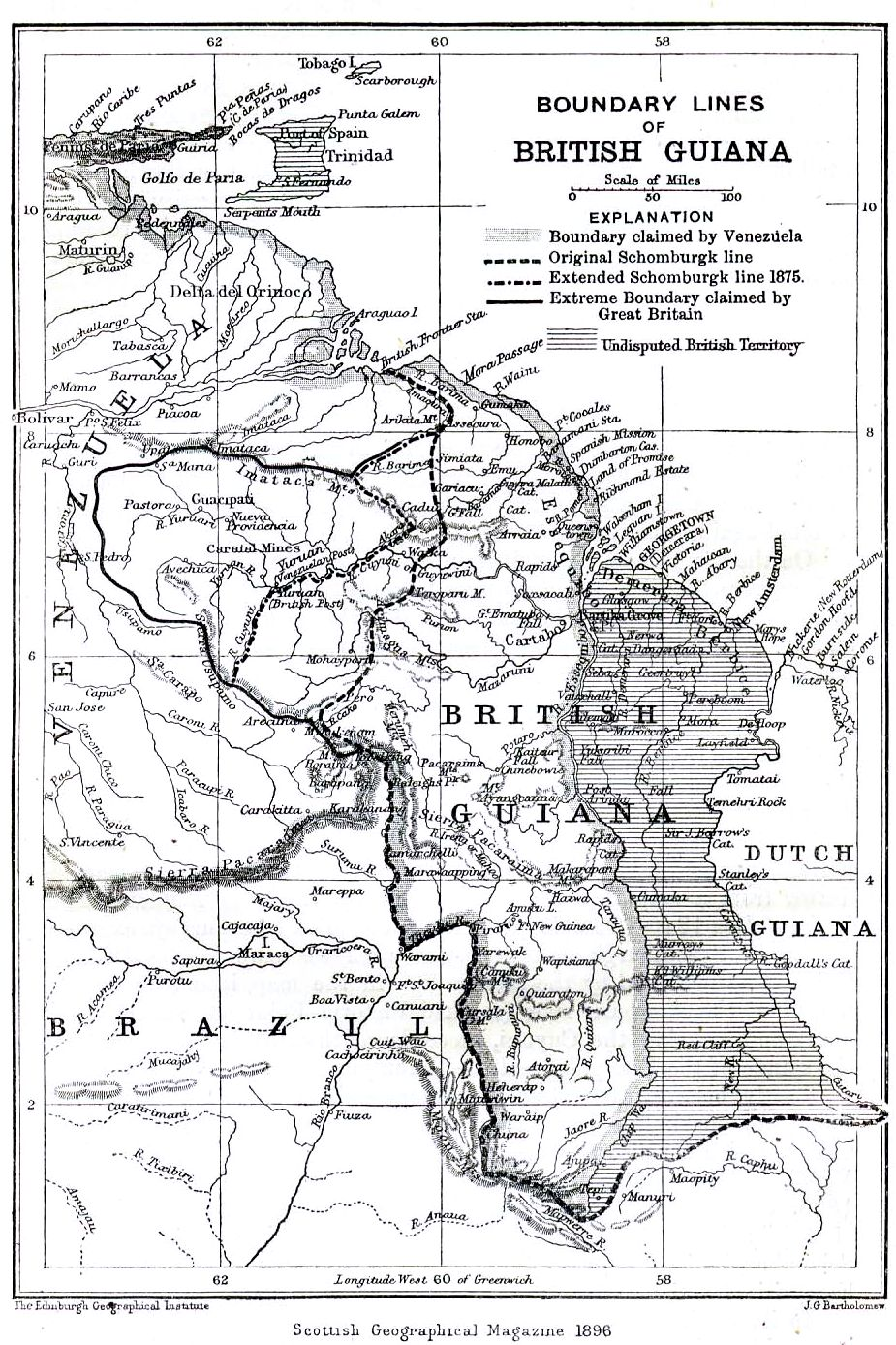
John Turvill Adams pochodził z ówczesnej kolonii brytyjskiej, Gujany

John Turvill Adams (ur. 29 września 1805, zm. 30 marca 1882) – amerykański prawnik, polityk, prozaik i poeta.

## Życiorys
John Turvill Adams urodził się 29 września 1805 w prowincji Demerara (słynnej z produkcji cukru trzcinowego nazywanego potocznie demerarą), położonej w ówczesnej Gujanie Brytyjskiej. Jego ojciec, Richard Adams, był Anglikiem. Przybył wraz z synem do Stanów Zjednoczonych w 1810 i osiadł w  Norwich w stanie Connecticut. John uczęszczał do Yale College (1824). Potem pracował jako handlowiec w Nowym Jorku (1825-1828). Od 1828 do 1833 był wydawcą czasopisma Norwich Republican. Następnie wstąpił do Litchfield Law School (1833) i uzyskał prawo wykonywania zawodu adwokata (1834). Pracował w Cass County w stanie Michigan (1836-1838) i w Harrisburghu w Pensylwania (1840-1844). W 1844 wrócił do Norwich i otworzył tam praktykę adwokacką. Był też politykiem. W latach 1860–1863 był deputowanym z okręgu Norwich do Legislatury Stanu Connecticut, a w 1864 został przewodniczącym stanowego Senatu. Prywatnie miał dwie żony, obie pochodzące z Norwich, Hannę (Hannah) Huntington, córkę Josepha Huntingtona i Elizabeth Lee, córkę Benjamina Lee. Zmarł we własnym domu w Norwich 30 marca 1882.

## Twórczość
John Turvill Adams był prozaikiem i poetą. W 1825 wydał tomik wierszy zatytułowany po prostu Poems. Opublikował też powieści The Lost Hunter. A Tale of Early Times (1856) i The Knight of the Golden Melice. A Historical Romance (1857). Najbardziej znanym utworem poetyckim Johna Turvilla Adamsa jest napisany sekstyną poemat Our Country wzorowany na dziele Williama Cullena Bryanta The Ages. Utwór liczy 55 zwrotek.
Sweetly the voice of long departed time
Comes o'er the soul, and in its whispers brings
Visions of glory, mighty deeds sublime,
And all the wild and grand accompanyings,
Hovering around the past, whose shadowy form
The Fancy loves to deck in beauty, or deform.